# 沃尔特·马扎里
沃尔特·马扎里（Walter Mazzarri，1961年10月1日—）是一名意大利足球教练。

## 球员生涯
马扎里出自佛罗伦萨的青训系统，1981年在意大利足球乙级联赛球队佩斯卡拉开始职业足球生涯。1982年曾经短暂效力于意甲联赛球队卡利亚里，之后很快被卖给雷吉亚纳。1983年，马扎里转投恩波利，并帮助球队成功升级到意甲。之后他还先后效力于一些低级别的球队，如利卡塔、摩德纳、诺拉、维亚雷乔和阿奇雷亚莱等。1995年，他在托雷斯退役。

## 教练生涯

### 早期
1998年，马扎里前往那不勒斯，担任雷佐·乌利维埃里的助理教练。2001年，他首次成为主教练，率领阿奇雷亚莱征战意大利足球丙二级联赛。2002年，他成为意大利足球丙一级联赛联赛皮斯托亚的主教练。2003年，他加盟意乙联赛球队利沃诺，并在2003/04赛季帮助球队升级。2004年，他转投意甲球队雷吉納，帮助球队连续三个赛季保级成功，其中2006/07赛季是在球队被扣除11个联赛积分的情况下取得的。

### 桑普多利亚
2007年5月31日，桑普多利亚宣布马扎里成为球队的新任主教练。 他的执教理念和能力得到球队核心的称赞，在2007/08赛季率队获得第六名的好成绩，并得到欧盟杯的参赛资格。他还率队在2008/09赛季意大利杯半决赛两回合总比分3比1击败当时在意大利足坛一枝独秀的国际米兰进入决赛，但在决赛中点球决战不敌拉齐奥屈居亚军。赛季结束后，马扎里和桑普多利亚协商解除合同。

### 那不勒斯
2009年10月6日，马扎里接受那不勒斯的邀请，替代被解职的。 马扎里在2009/10赛季率领球队获得联赛第六名，赛季结束后获得一份为期三年的新合同。2010/11赛季，乌拉圭前锋的加盟增加球队的攻击力，那不勒斯更进一步，最终位列联赛第三名，获得2011/12赛季欧洲冠军联赛的参赛资格。2011/12赛季欧冠联赛中，那不勒斯在拥有拜仁慕尼黑和曼城的小组力压曼城出线。在十六强首回合又在主场3比1击败卫冕冠军切尔西，只是在第二回合客场加时赛1比4不敌对手被淘汰出局。在2012年意大利杯决赛，那不勒斯2比0击败尤文图斯夺得冠军。在联赛中，那不勒斯成为唯一一支能威胁到尤文图斯统治地位的球队，最终在2012/13赛季意甲联赛获得联赛亚军。

### 国际米兰
2013年5月24日，马扎里接替，担任国际米兰的新任主教练。
2014年11月14日，國際米兰宣佈解除马扎里主教練職務。

### 屈福特
2016年5月21日，屈福特宣佈馬沙利成為主教練。
2017年5月17日，馬沙利將會帶領屈福特在英超煞科戰後離開屈福特。

### 都灵
北京时间2018年1月4日晚，都灵官推宣布，马扎里将成为球队新任主帅。
根据此前媒体的报道，此次马扎里将和都灵签约至2020年。

## 荣誉
那不勒斯
- 義大利盃：2011-2012